# Sariakandi
Sariakandi è un sottodistretto (upazila) del Bangladesh situato nel distretto di Bogra, divisione di Rajshahi. Si estende su una superficie di 408,50 km² e conta una popolazione di  270.719 abitanti (censimento 2011).